# Korissia
Korissia (in greco Κορισσία?) è un ex comune della Grecia nella periferia delle Isole Ionie (unità periferica di Corfù) con 5 122 abitanti secondo i dati del censimento 2001.
È stato soppresso a seguito della riforma amministrativa, detta Programma Callicrate, in vigore dal gennaio 2011 ed è ora compreso nel comune di Corfù.

## Località
Il comune è suddiviso nelle seguenti comunità (i nomi dei villaggi tra parentesi):
- Argyrades (Argyrades, Agios Georgios, Marathias, Neochoraki)
- Agios Nikolaos (Agios Nikolaos, Notos, Roumanades)
- Kouspades (Kouspades, Boukari)
- Perivoli (Perivoli, Potamia)
- Petriti (Petriti, Korakades)
- Vasilatika